# ナイメーヘン包囲戦 (1672年)
ナイメーヘン包囲戦（ナイメーヘンほういせん、オランダ語: Beleg van Nijmegen）は、仏蘭戦争中の1672年7月2日から7月9日にかけて行われた、フランス王国によるナイメーヘンの包囲。

## 経過

### シェンケンシャンツとクノードセンベルヘ
フランス軍はロビトからネーデルラント連邦共和国に侵入、ナイメーヘンへ進軍する途中にシェンケンシャンツに立ち寄り、シェンケンシャンツは戦わずに降伏した。シェンケンシャンツの指揮官はナイメーヘン市長の息子ヘンドリック・ファン・ホーフェ（Hendrik van Hove）であり、彼は兵士120人を率いてシェンケンシャンツを退去、クフォルデンのオランダ軍と合流することを許された.
フランス軍は続いて1672年6月15日にレント近くのクノードセンベルヘ要塞に到着した。クノードセンベルヘ要塞の駐留軍はシェンケンシャンツのそれと違って激しく抵抗したが、兵士330人と要塞の外縁にある大砲8門だけではどうしようもなく、フランス軍は戦死者1,000人を出しつつ翌16日にクノードセンベルヘを降伏させた。

### 包囲戦
クノードセンベルヘを占領すると、フランス軍はそれを利用して砲撃し始めた。聖ヤンの建物や兄弟教会などが被害を受けたが、ナイメーヘンの住民は恐れることがなかった。テュレンヌ子爵は舟でナイメーヘンを攻撃するが効果が上がらなかったため、ヘント近くで舟橋を築いてワール川を渡り、ナイメーヘンを左側から攻撃しようとした。
ナイメーヘンの状況はまずまずであり、弱点といえば堀が乾いていたことと「ナッサウ」という要塞が辛うじて守備に使える状況であることの2点だった。しかし火薬はふんだんにあり、城壁には柵が障害物としてたてられた。大砲は50から60門あり、駐留軍は2,500から2,600人だった。また民兵も2,500人いた。
1672年7月2日、フランス軍1万8千は舟橋でワール川を渡り、ナイメーヘンを完全に包囲した。続いてナッサウ要塞がフランス軍に砲撃された。4日の夜には防御工事の施されたペストハウスが攻撃されたが、ナイメーヘン駐留軍はヨハン・ファン・ヘント大佐を失いつつそれを撃退した。7日からはフランス軍が乾きあがった堀に穴を開けてナイメーヘン城の地底に火薬樽を置いた。ナイメーヘン住民の間で不安が広がり、結局9日に降伏した。フランス軍は包囲戦で約1千人を失った。

## 結果
ナイメーヘンの降伏文書はテュレンヌとナイメーヘン市長のヨハン・ファン・ウェルデレンの間で、おそらくは兄弟教会で署名された。ナイメーヘン駐留軍は武装解除された。その後、ナイメーヘンは6年間フランスに占領され、1678年のナイメーヘンの和約でオランダに返還される。
テュレンヌは続いてフラーフェに進軍した後、スヘルトーヘンボス近くのクレーヴカー要塞を占領した。
フランス王ルイ14世は包囲戦の最中、オーステルハウト近くのハウス・ワーイエンスタイン（Huis Waaiensteyn）に留まった。
テュレンヌは後に回想録でウェルデレンによるナイメーヘンの防衛を称賛した。